# Запорожский механический завод
ПАО «Запоро́жский механический завод» (ЗМЗ) — промышленное предприятие Украины, расположенное в городе Запорожье.

## История
Завод основан в 1873 году в городе Александровске (ныне Запорожье) как мастерские для ремонта подвижного состава Лозово-Севастопольской железной дороги.
В годы Гражданской войны на заводе комплектовали бронепоезда, устанавливали в вагоны артиллерийские орудия, пулемёты.
После начала Великой Отечественной войны, с приближением к городу линии фронта летом 1941 года завод эвакуировали в Ташкент, где выпускал военную продукцию.

## Продукция
К началу 1992 года выпускал запасные части для тепловозов и электровозов, прецизионные детали топливной аппаратуры дизелей, а также металлообрабатывающий инструмент для предприятий МПС.
По состоянию на 2008 год завод изготавливал запасные части для:
- магистральных и маневровых тепловозов: ТЭ3, 2ТЭ10Л, 2ТЭ10, ТЭП10, ТЭП10Л, ТЭП60, М62, 2ТЭ116, ТЭП70, ТЭМ1, ТЭМ2, ЧМЭ2, ЧМЭ3, ТГМ4, ТГМ6, ТГМ23
- электровозов серии ВЛ
- электропоездов ЭР1, ЭР2, ЭР9
- дизель-поездов Д1